# Liceu Condorcet
El Liceu Condorcet (Lycée Condorcet), anteriorment amb el nom de Lycée Bonaparte, és un dels quatre liceus més antics de París. Va ser fundat l'any 1803 al nº 8 de la rue du Havre, entre l'estació Saint-Lazare i el boulevard Haussmann, al 9à districte.

## Antecedents
Aquest liceu ocupa part de les instal·lacions de l'antic convent dels caputxins de Saint-Louis-d'Antin, els quals van encarregar-ne la construcció l'any 1781 a l'arquitecte neoclàssic Alexandre Théodore Brongniart. Amb la Revolució francesa de 1789, aquest convent es convertí en un hospital, i l'immoble va ser declarat bé nacional.

## Història
Amb l'arribada al poder de Napoleó I i la creació d'una xarxa de centres d'enssenyament secundari (lycées), aquest immoble va hostatjar el Lycée de la Chaussée d'Antin, El mateix arquitecte Brongniart en va fer les obres d'acondicionament.
La denominació d'aquest liceu va seguir les visicituds polítiques de França: Lycée Impérial Bonaparte (entre 1805 i 1814); Collège Royal Bourbon (entre 1815 i 1848), per a tornar a la denominació imperial (1848-1870) i després recuperar el caràcter de liceu. Ja durant la III República, va ser conegut alternativament com a Lycée Condorcet (1870-1874), Lycée Fontanes (1874-1883) i novament Lycée Condorcet, de forma definitiva i sota Jules Ferry, en honor del filòsof, matemàtic i polític girondí Nicolas de Condorcet.
El liceu Condorcet va ser un dels pioners de l'ensenyament mixt (1930)

## Actualment
En l'actualitat, aquest liceu segueix funcionant com centre d'ensenyament secundari i és un dels de més prestigi de París: el 2006, va obtenir la tercera posició en el rènquing francès de liceus segons els resultats del concours général, i des d'aleshores manté taxes d'obtenció del BAC (baccalauréat, batxillerat) properes al 100%. Té relativament pocs alumnes, uns 1000 en total.

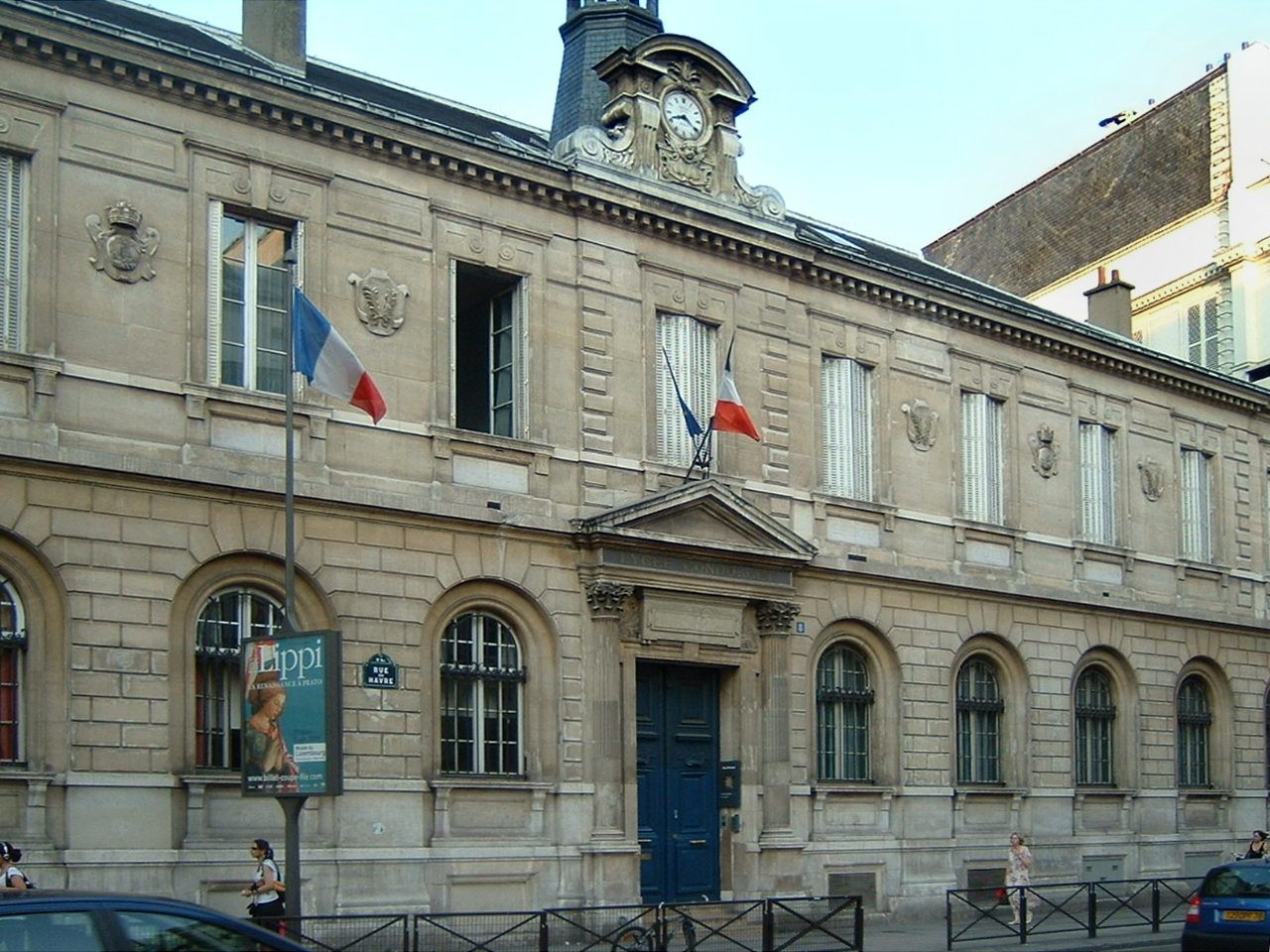
Vista frontal del Liceu Condorcet.
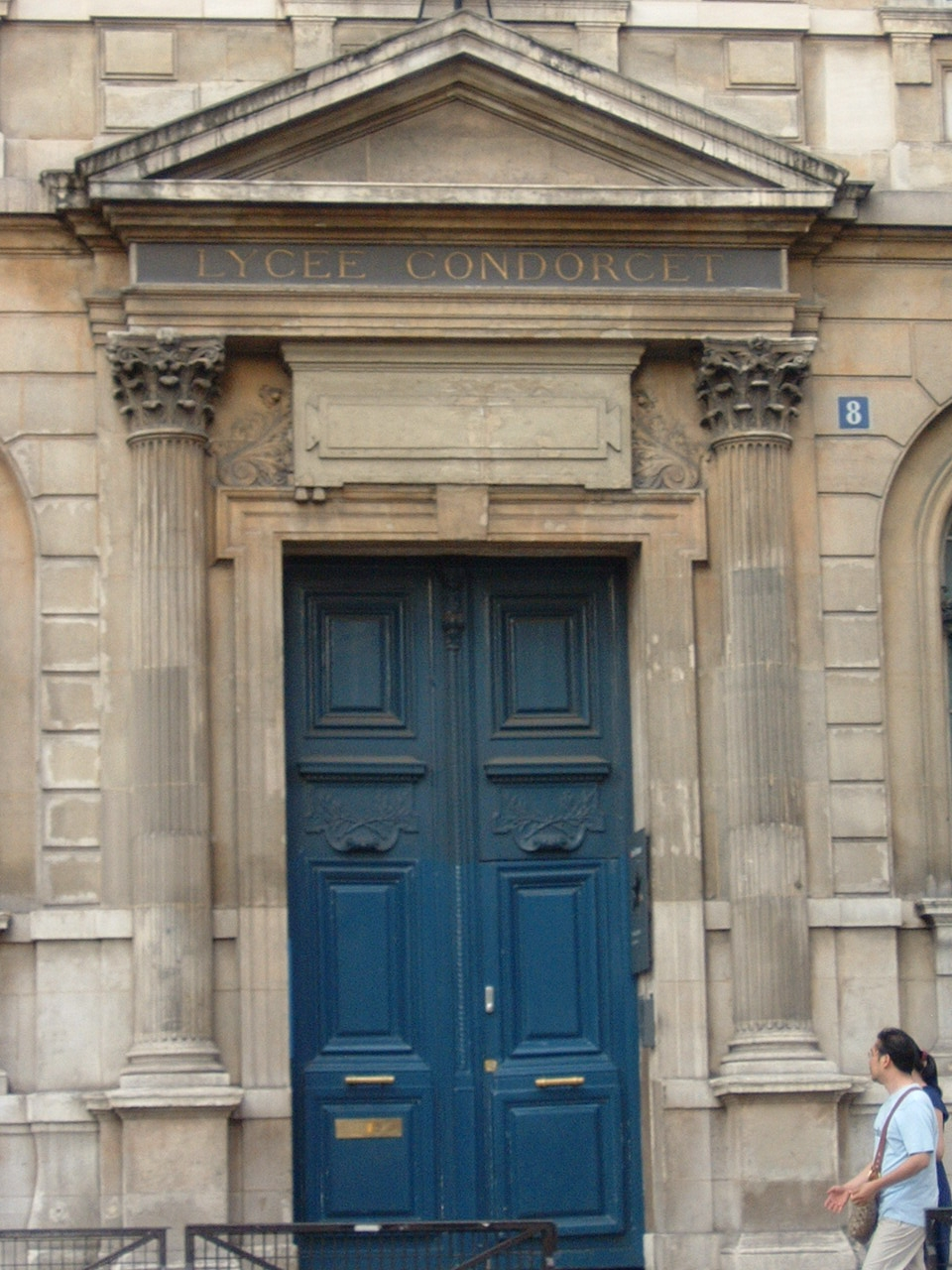
Porta d'entrada del Liceu.

## Professors famosos
- Alain, filòsof
- Jean Jaurès, filòsof i líder socialista
- Jean-Paul Sartre filòsof
- Marcel Pagnol, escriptor

## Estudiants famosos
- Raymond Aron, sociòleg
- Marie François Sadi Carnot, president de la República
- André Citroën, enginyer i fundador de Citroën
- Jean Cocteau
- Patrick Devedjian
- Edmond de Goncourt
- Serge Gainsbourg
- Henri Huvelin, sacerdot
- Claude Lévi-Strauss, antropòleg
- Marcel Proust, novel·lista
- Victor Schoelcher, polític antiesclavista
- Jean-Claude Trichet, president del Banc Central Europeu
- Amadeo Jacques, sociòleg
- Stèphane Mallarmé, poeta
- Paul Verlaine, poeta